# جندب الورد طويل القرون
جندب الورد طويل القرون أو جراد الورد طويل القرون (الاسم العلمي: Conocephalus fuscus)، نوع من جندب طويل القرون ينتمي إلى فصيلة نطاطات طويلة القرون. يوجد في معظم أنحاء أوروبا وآسياالمعتدلة. هذا الجندب موطنه لأصلي الجزر البريطانية.